# Groot geaderd witje
Het groot geaderd witje (Aporia crataegi) is een dagvlinder uit de familie Pieridae (witjes).

## Kenmerken
De bijna doorzichtige vleugel heeft een lengte van 28 tot 33 millimeter en is sterk geaderd.

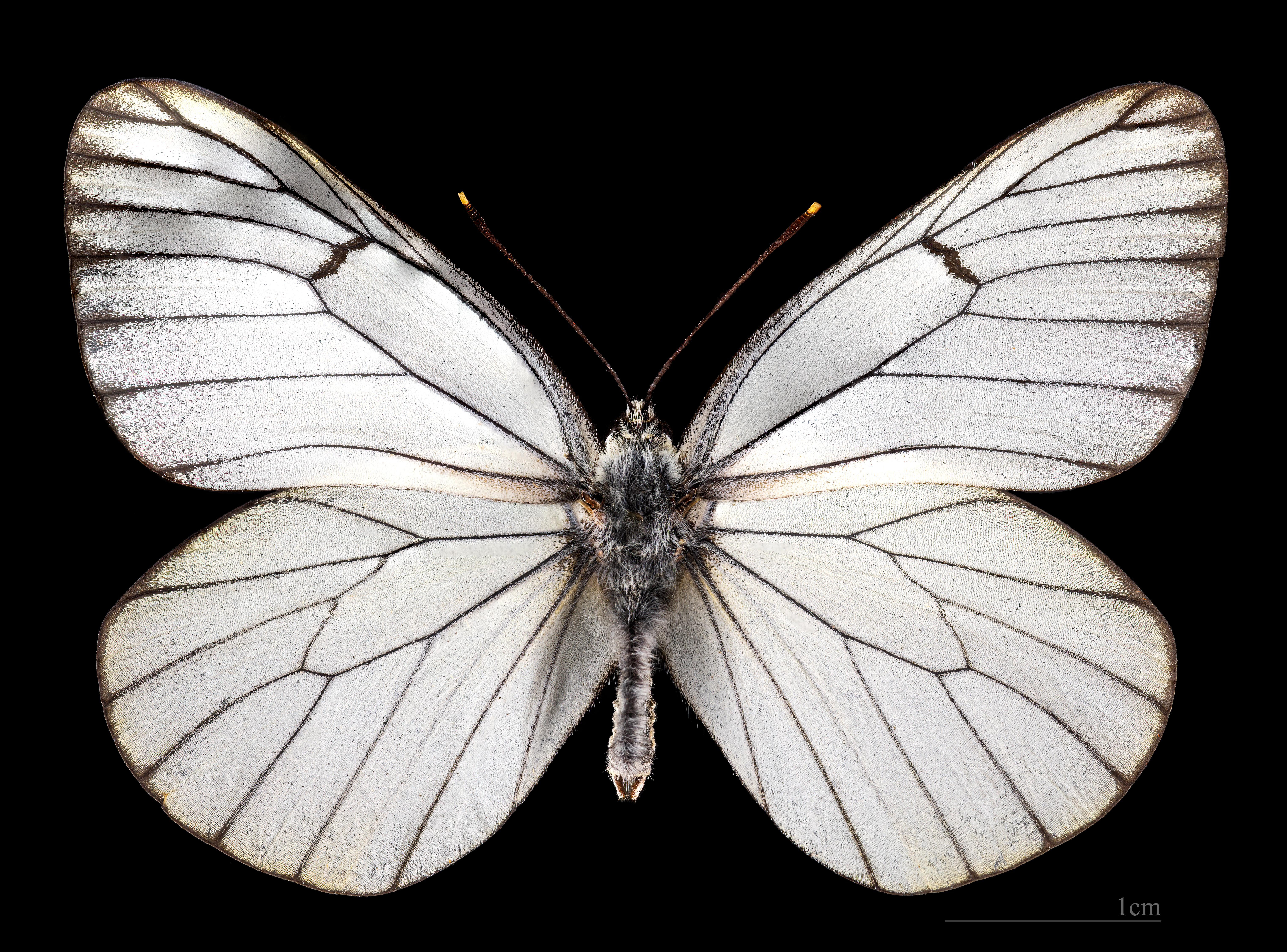
Aporia crataegi ♂
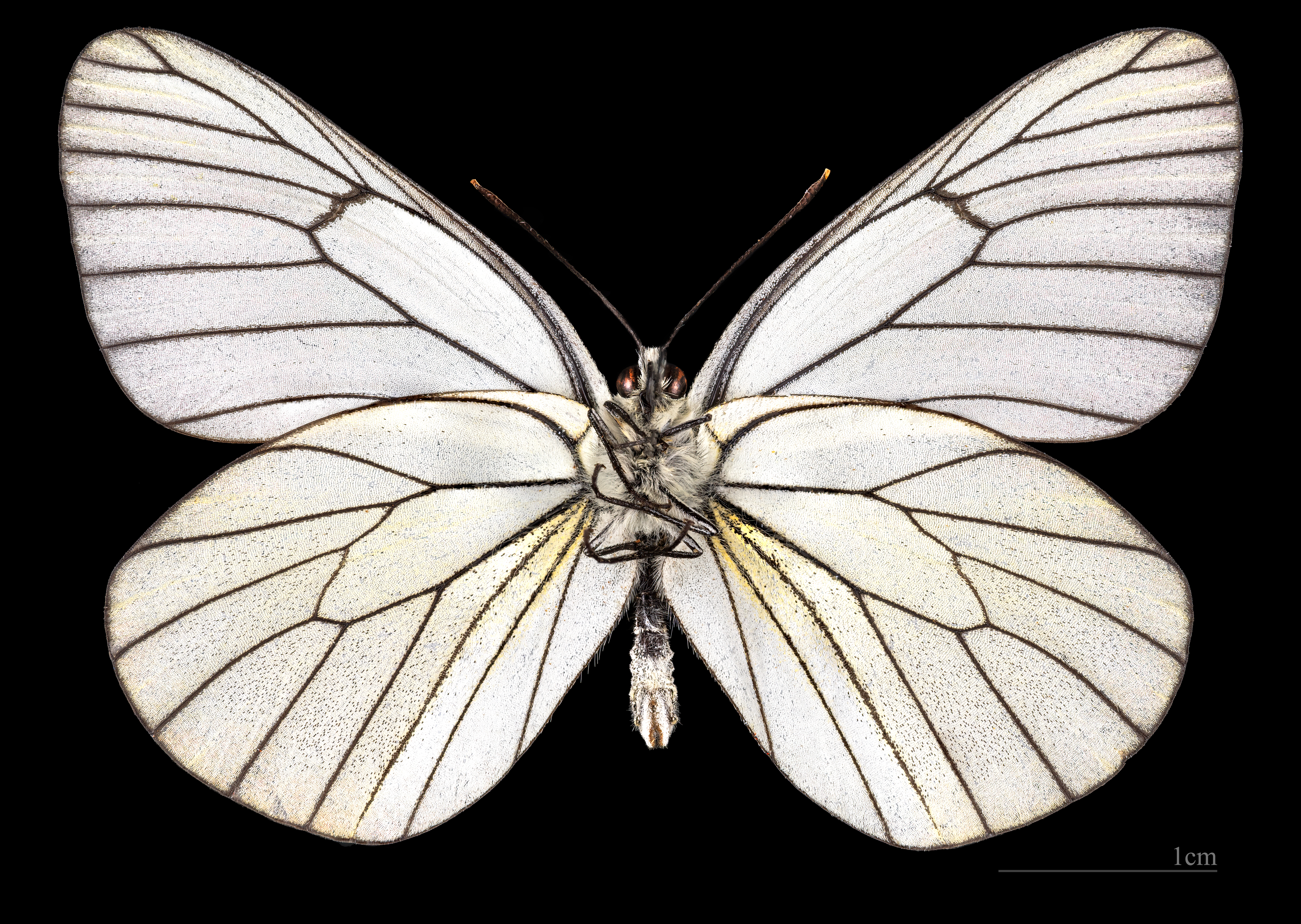
Aporia crataegi ♂ △
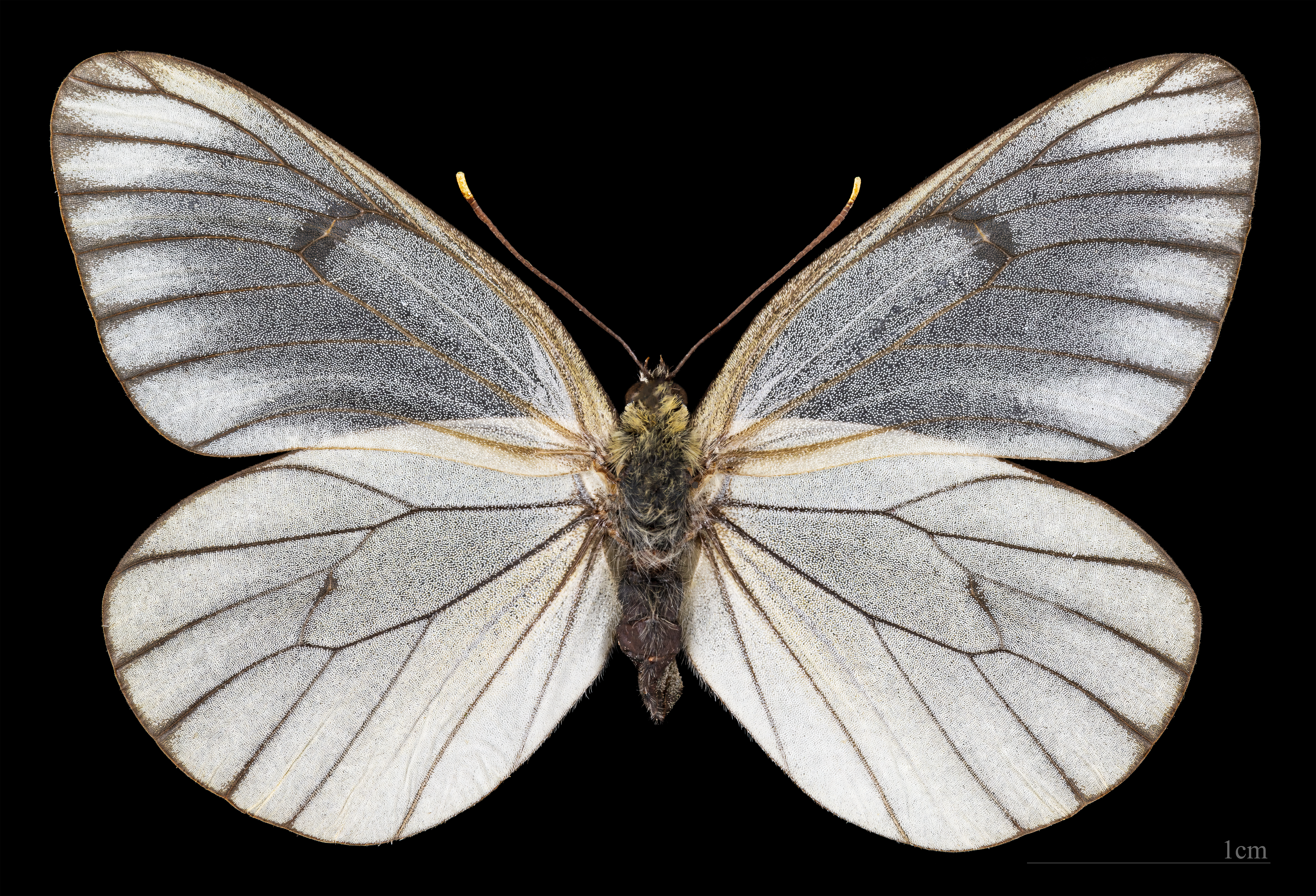
Aporia crataegi  ♀
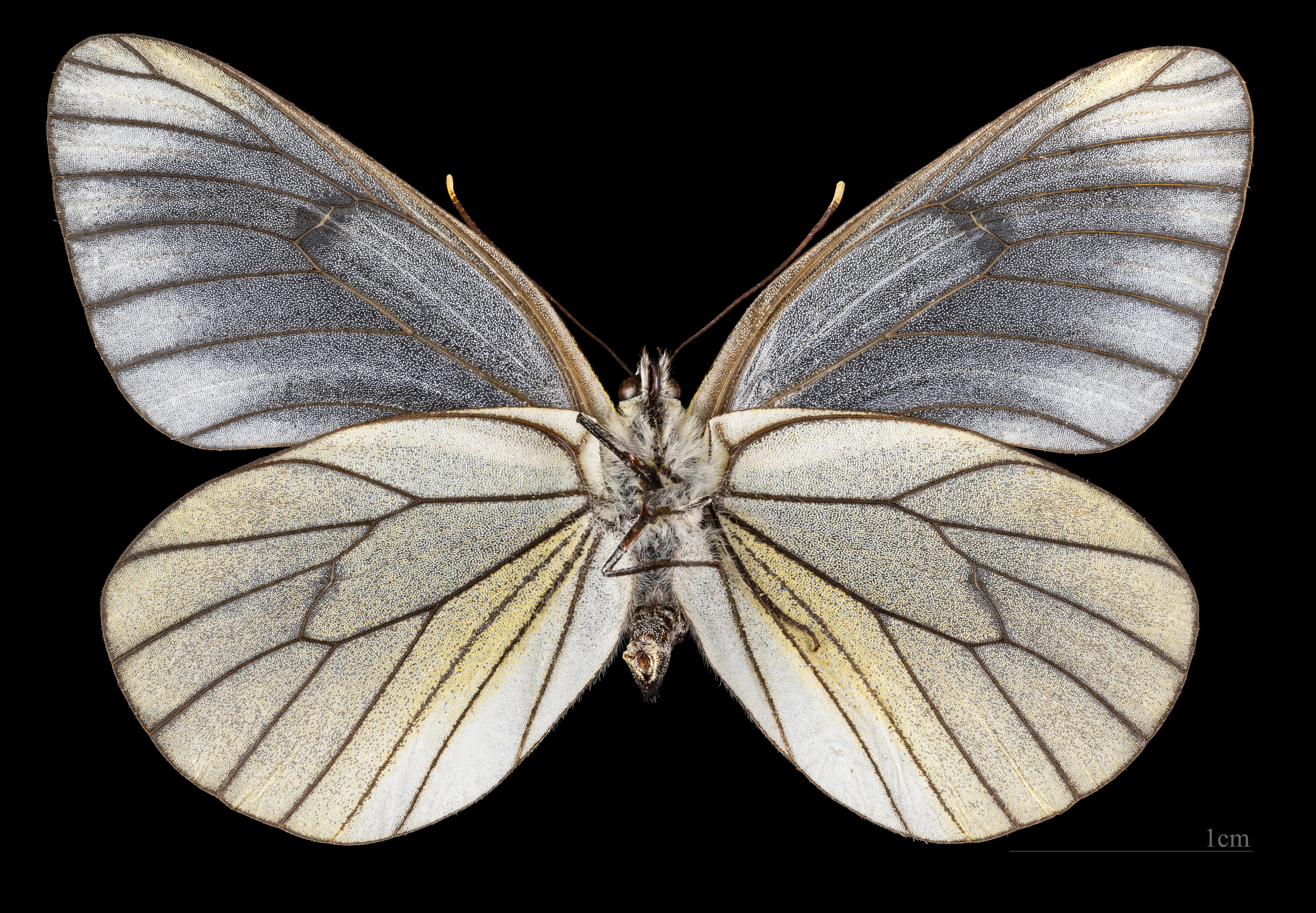
Aporia crataegi  ♀ △

## Verspreiding en leefgebied
Het groot geaderd witje komt in grote delen van Europa voor, waaronder in Nederland als dwaalgast. In België is de soort verdwenen in Vlaanderen, maar komt zuidelijk voor in Wallonië. De soort staat desalniettemin op de Nederlandse Rode Lijst als verdwenen. De vlinder vliegt van 500 tot 2000 meter in berggebied. Het heeft geen specifieke eisen aan zijn omgeving en kan daarom overal worden aangetroffen. De vliegtijd is van april tot in juli.

## Waardplanten
Eitjes worden gelegd op onder meer meidoorn  en sleedoorn.

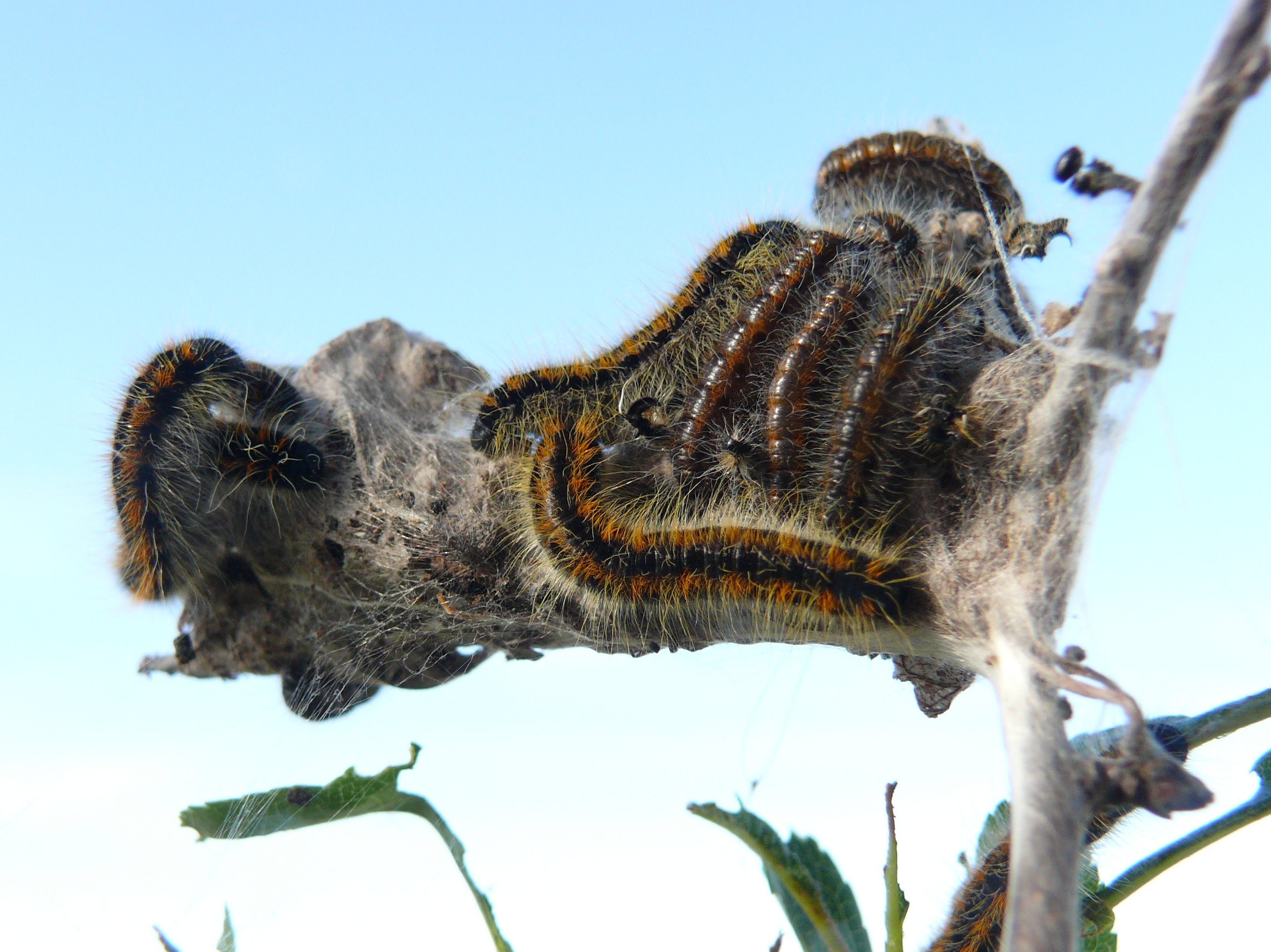
Rupsennest
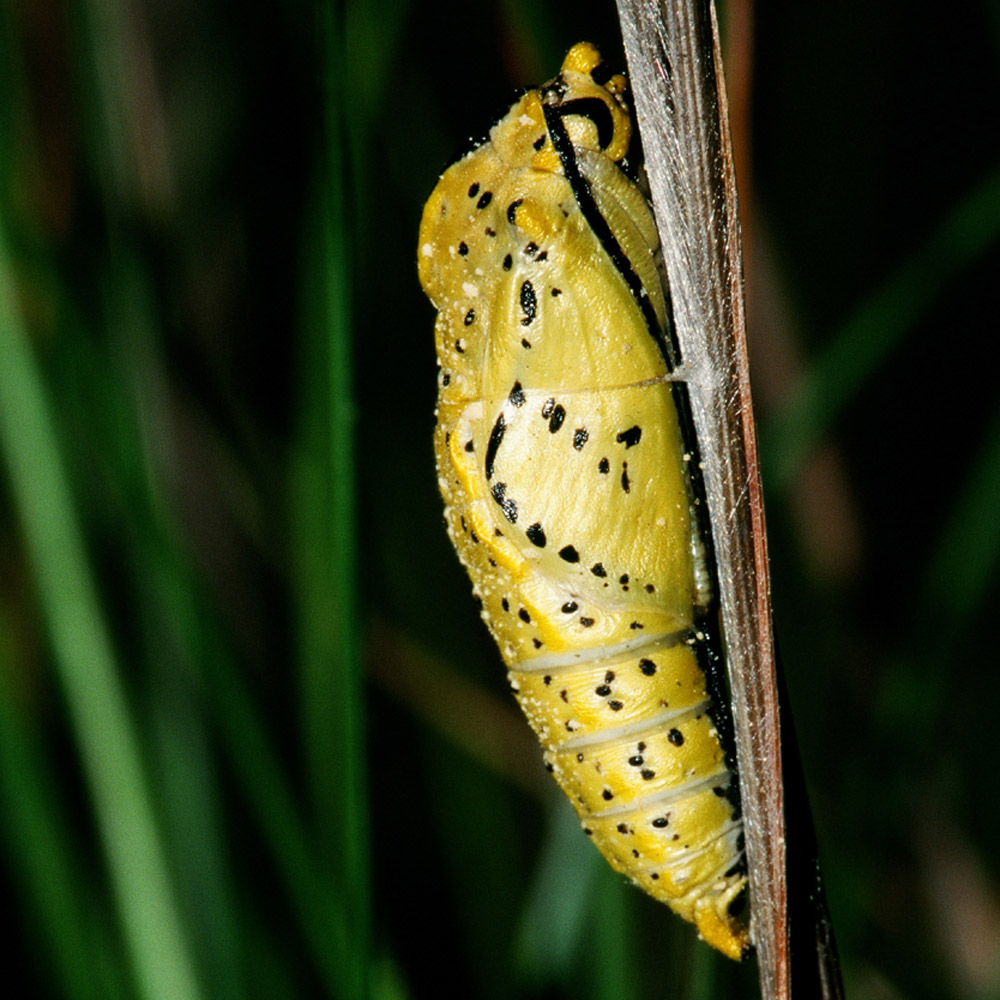
Pop